# مرکز سرمایش

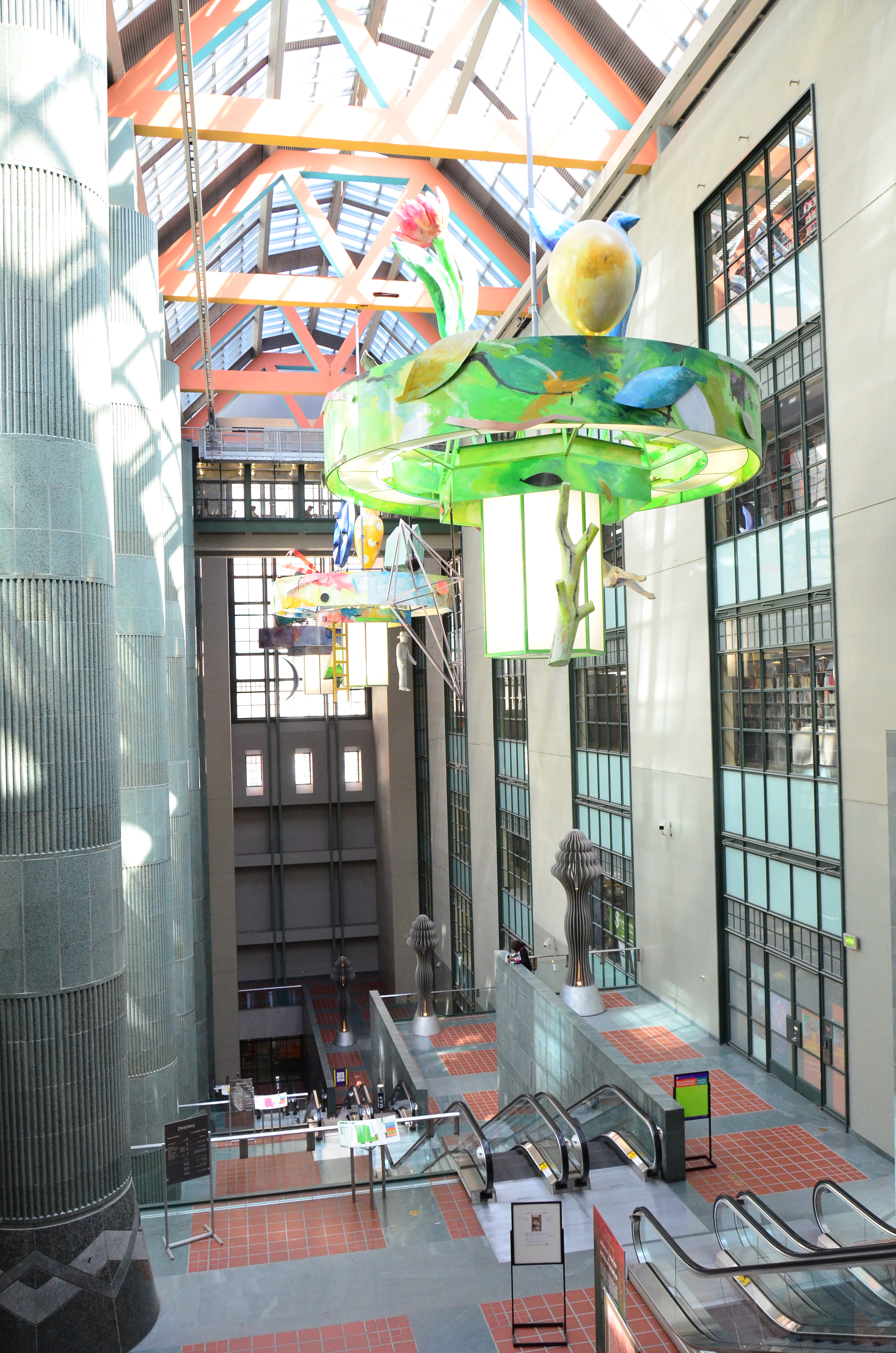
یک مرکز سرمایش اختصاصی طراحی شده در کتابخانه مرکزی لوس آنجلس

مرکز سرمایش (مرکز خنک سازی)، فضایی عمومی یا خصوصی مجهز به تهویه مطبوع است که به طور موقت با اثرات نامطلوب سلامتی ناشی از شرایط آب و هوایی گرمای شدید، مانند مواردی که توسط امواج گرما ایجاد می‌شوند، مقابله می‌کند.  مراکز خنک‌کننده یکی از راهکارهای جلوگیری از گرمازدگی ناشی از گرما، رطوبت شدید و کیفیت پایین هوا هستند.
با افزایش آگاهی عمومی در مورد خطرات امواج گرما، مراکز خنک‌کننده به طور فزاینده‌ای در  آمریکای شمالی ، در شهرهای بزرگتر و کلانشهرها مانند لس‌آنجلس،, نیویورک, شیکاگو, بوستون, و تورنتو, و همچنین مناطق کم‌جمعیت شهری مورد استفاده قرار گرفته اند . مراکز سرمایش فقط مخصوص شهرهای دارای آب و هوای خیلی گرم نیست ، مثلاً شهرهایی مانند پورتلند و سیاتل معمولاً دارای هوای مطبوعی هستند و به همین دلیل سیستم تهویه مطبوع خانگی کمتر در ساختمانها استفاده می شود ، اما این شهرها هم بعضی اوقات در تابستان می‌توانند دمای بیش از 90 درجه فارنهایت (32 درجه سانتیگراد) را برای چند روز تجربه نمایند، به همین دلیل مراکز سرمایش در آنها نیز مورد استفاده قرار می گیرند.  حتی در مکانهای سردسیر نیز ممکن است به‌طور موقت از مراکز سرمایش استفاده شود ، به عنوان مثال ، در طول موج گرما و آتش‌سوزی‌های سال 2018 که به شمال اسکاندیناوی رسید، یک سوپرمارکت در فنلاند ، به طور موقت به عنوان یک مرکز خنک‌کننده مورد استفاده قرار گرفت. .
از آنجایی که مطالعات مختلف، موج‌های گرمایی شدیدتر، مکررتر و طولانی‌تری را در آینده پیش‌بینی کرده‌اند، بسیاری از دولت‌های ایالتی و فدرال در ایالات متحده ، مراکز خنک‌کننده را به عنوان بخشی از استراتژی سازگاری با گرما و سیستم هشدار خود در نظر خواهند گرفت.

## سازماندهی و مالکیت

### رسمی
به طور کلی، مراکز خنک‌کننده رسمی یا اداری توسط طیف وسیعی از بازیگران محلی مانند شهرداری‌ها، آتش‌نشانی‌ها، سازمان‌های محلی و سازمان‌های غیرانتفاعی اجرا و اداره می‌شوند. در اروپا و آمریکا معمولاً این مراکز در اماکن مختلف تحت پوشش شهرداری، مانند کتابخانه‌های عمومی، مراکز اجتماعی، مراکز سالمندان و ایستگاه‌های پلیس( در کشورهای غربی پلیس محلی زیرمجموعه شهرداری است) ، مستقر هستند.  یکی دیگر از اقدامات بهداشتی که گاهی اوقات در طول موج گرما انجام می‌شود، افزایش ساعات کاری در سواحل عمومی و استخرهای شنا است. برخی شهرها، به ویژه بارسلونا در اسپانیا، اخیراً شبکه‌ای از پناهگاه‌های اقلیمی را راه‌اندازی کرده‌اند که شکل پیشرفته تری از پناهگاه‌های خنک‌کننده هستند و هدف آنها فراهم کردن پناهگاهی در برابر رویدادهای شدید آب و هوایی است، زیرا اثرات تغییرات اقلیمی در آینده بدتر می‌شود.
مراکز خنک‌کننده، سایه، آب و سرویس بهداشتی فراهم می‌کنند؛ مراقبت‌های پزشکی و ارجاع به خدمات اجتماعی نیز ممکن است در آنها ارائه شود. خدمات آنها معطوف به بی‌خانمان‌ها، افراد فاقد دسترسی به تهویه مطبوع مناسب و جمعیت‌های در معرض خطر مانند سالمندان، کودکان و افراد دارای معلولیت ذهنی یا بیماری‌های مزمن پزشکی است.

### غیر رسمی

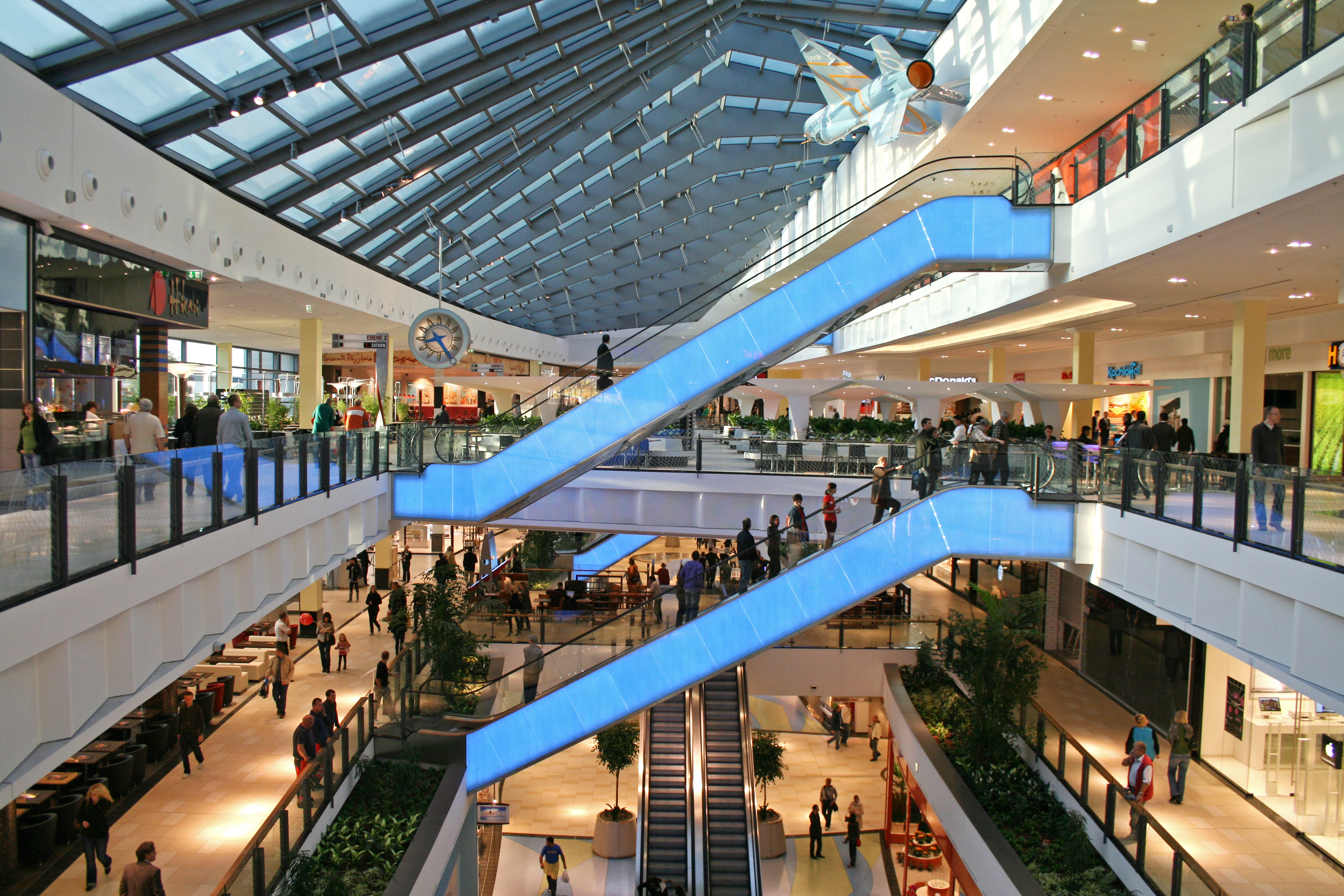
مرکز خریدهای بزرگ در زمان اوج گرما توسط مردم به عنوان مکانهای سرمایش غیر رسمی مورد استفاده قرار می گیرند

مراکز خنک‌کننده غیررسمی مکان‌هایی مانند مراکز خرید، بازارها، استخرها، مراکز تفریحی یا مشاغلی هستند که مردم در هنگام گرمای شدید از آنها استفاده می‌کنند.  در یک مطالعه دانشگاه کالیفرنیا، لس‌آنجلس که در ژانویه ۲۰۲۳ به صورت آنلاین در مجله جغرافیای کاربردی منتشر شد، محققان داده‌های گوشی‌های هوشمند را برای بررسی نحوه استفاده از مراکز خنک‌کننده رسمی و غیررسمی در شهرستان لس‌آنجلس تجزیه و تحلیل کرده بودند. آنها دریافتند که در مجموع، حدود ۲۰٪ از کل جمعیت لوس آنجلس از مراکز خنک‌کننده استفاده می‌کنند. از جمعیتی که از مراکز خنک‌کننده استفاده می‌کردند، ۹۰٪ از ۶۱۰ مرکز خرید و سایر مراکز خنک‌کننده غیررسمی و ۱۰٪ مردم از مراکز خنک‌کننده رسمی استفاده کرده بودند. 

## See also
- مرکز گرمایش
- مرکز اجتماعات محلی

## References
1. 1 2  "Cooling Centers | 211LA". 211la.org. Retrieved 2022-10-21.
2. 1 2  Derakhshan, Sahar; Bautista, Trisha N.; Bouwman, Mari; Huang, Liana; Lee, Lily; Tarczynski, Jo; Wahagheghe, Ian; Zeng, Xinyi; Longcore, Travis (2023-01-01). "Smartphone locations reveal patterns of cooling center use as a heat mitigation strategy". Applied Geography (به انگلیسی). 150: 102821. Bibcode:2023AppGe.15002821D. doi:10.1016/j.apgeog.2022.102821. ISSN 0143-6228. S2CID 254332830.
3. 1 2 3 4  "Excessive Heat Prompts Opening of Cooling Centers" (PDF) (Press release). Anne Arundel County Office of Emergency Management. August 11, 2016.[پیوند مرده]
4. ↑  "Find a Cooling Center". New York City Office of Emergency Management. The City of New York. 2013. Archived from the original on 2010-07-04.
5. 1 2 3  "City Service: City Cooling Centers". City of Chicago: The City of Chicago's Official Site. City of Chicago. 2010–2016. Archived from the original on 2016-08-08. Retrieved 2016-08-12.
6. 1 2 3  "Heat Safety". City of Boston. July 25, 2016.
7. ↑  "Map: Cooling centres and swimming pools open in Toronto". Global National. 2012-06-19. Archived from the original on 2013-01-24. Retrieved 2012-07-06.
8. ↑  Shum, David (July 7, 2016). "Extended heat warning prompts cooling centres to open in Toronto". Global News. Corus Entertainment Inc. Retrieved August 12, 2016.
9. ↑  "Cooling Centers". Keep Cool Illinois. State of Illinois. 2016. Archived from the original on 2016-08-13. Retrieved 2016-08-12.
10. ↑  "List of cooling centers in Western Washington". KIRO7. Cox Media Group. August 16, 2012. Retrieved August 12, 2016.
11. ↑  Office of the Mayor (June 25, 2015). "Cooling shelter locations announced ahead of heat wave" (Press release). City of Seattle. Archived from the original on July 19, 2015. Retrieved August 12, 2016.
12. ↑  Jacob Gronholt-Pedersen (August 3, 2018). "Europe deals with heatwave from Portugal to a Finnish supermarket". Reuters. Retrieved August 7, 2018.
13. 1 2  Kim, Kyusik; Jung, Jihoon; Schollaert, Claire; Spector, June T. (2021-04-30). "A Comparative Assessment of Cooling Center Preparedness across Twenty-Five U.S. Cities". International Journal of Environmental Research and Public Health (به انگلیسی). 18 (9): 4801. doi:10.3390/ijerph18094801. ISSN 1660-4601. PMC 8125005. PMID 33946281.
14. ↑  "Governor Cuomo Directs New York State Parks to Offer Extended Hours at Swimming Facilities During Heat Wave". New York State (Press release). Albany, NY. July 26, 2016. Archived from the original on February 8, 2017. Retrieved August 12, 2016.
15. ↑  "Emergency Preparedness and Response: Extreme Heat Cooling Centers by State". NCHH (به انگلیسی). Retrieved 2022-10-21.
16. ↑  Mallen, Evan; Roach, Matthew; Fox, Laura; Gillespie, Elizabeth; Watkins, Lance; Hondula, David M.; Vaidyanathan, Ambarish; Manangan, Arie; Perkins, Ayana N.; Schramm, Paul J. (2022-06-17). "Extreme Heat Exposure: Access and Barriers to Cooling Centers — Maricopa and Yuma Counties, Arizona, 2010–2020". MMWR. Morbidity and Mortality Weekly Report. 71 (24): 781–785. doi:10.15585/mmwr.mm7124a1. ISSN 0149-2195. PMID 35709011. S2CID 249710057.
17. ↑  "L.A.'s 'informal' cooling centers are used more than official ones". Sustainable LA Grand Challenge (به انگلیسی). 2022-12-19. Retrieved 2023-04-13.
18. ↑  Colgan, David (December 19, 2022). "Beating the heat in L.A.: County's 'informal' cooling centers are used more than official ones". UCLA (به انگلیسی). Retrieved 2023-04-13.